# Konrad Eberhardt
Konrad Eberhardt (ur. 29 kwietnia 1931 w Warszawie, zm. 13 listopada 1976 tamże) – polski krytyk filmowy i literacki, eseista, tłumacz. Ukończył VI Liceum Ogólnokształcące im. Tadeusza Reytana w Warszawie (1950). Studiował romanistykę na KUL-u. Debiutował w roku 1952 na łamach tygodnika  „Dziś i Jutro”.
Eberhardt należał do najzdolniejszych krytyków młodego pokolenia. Był znawcą literatury francuskiej (zwłaszcza egzystencjalistów) i francuskiej Nowej Fali. Dwukrotny laureat Nagrody im. Karola Irzykowskiego za osiągnięcia w publicystyce i krytyce filmowej (1969, 1975). Przełożył z języka francuskiego m.in. powieść Elsy Triolet Nigdy (wyd. polskie 1967). Członek Stowarzyszenia Filmowców Polskich.
Pochowany na cmentarzu ewangelicko-augsburskim w Warszawie (aleja 58, rząd 1, miejsce 17).

## Wybrane publikacje książkowe
- Cień buntownika (1957)
- Nazajutrz po wojnie (1960)
- Dzień dzisiejszy filmu francuskiego (1964)
- Podróże do granic filmu (1964)
- Wojciech Has (1967)
- Jean-Luc Godard (1970)
- Film jest snem (1974)
- Album aktorów polskiego filmu i telewizji (1975)
- Zbigniew Cybulski (1976)
- O polskich filmach (1982)